# Winfried Lampert
Winfried Lampert (* 20. September 1941 in Oppeln; † 6. März 2021 in Plön) war ein deutscher Ökologe, der vor allem aufgrund seiner Arbeiten im Bereich der Limnologie und zoologischen Ökophysiologie bekannt ist.

## Leben
Winfried Lampert studierte Biologie an der Universität Freiburg, wo er 1971 mit einer Arbeit über Untersuchungen zur Systematik, Biologie und Populationsdynamik der Coregonen im Schluchsee promovierte und 1977 im Fach Limnologie habilitiert wurde. Nach seiner Habilitation ging er als Dozent an die Johann Wolfgang Goethe-Universität in Frankfurt. 1980 wurde er Leiter einer Nachwuchsforschergruppe der Max-Planck-Gesellschaft am Max-Planck-Institut für Limnologie in Plön, Schleswig-Holstein.
Seit 1984 war Lampert Direktor und Leiter der Abteilung für Ökophysiologie am Max-Planck-Institut in Plön. 1986 wurde er außerplanmäßiger Professor an der Universität Kiel, 1996 wurde er Honorarprofessor. Im September 2008 wurde Lampert am Max-Planck-Institut pensioniert, seine Emeritierung an der Universität Kiel erfolgte bereits im Oktober 2006. Nach der Pensionierung Lamperts wurde das Institut im April 2007 umbenannt in Max-Planck-Institut für Evolutionsbiologie und verlor damit seine limnologische Ausrichtung fast vollständig. Lampert arbeitete jedoch noch weiter am Institut und begleitete die Entwicklung von Daphnia zu einem Modellorganismus aquatischer Ökologie.

## Forschung

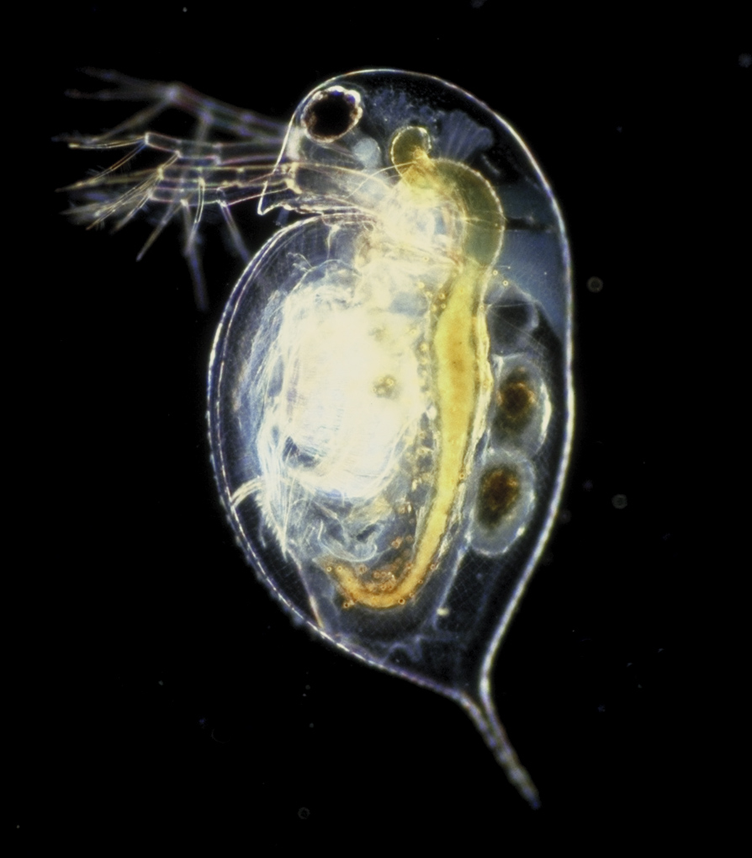
Daphnia pulex

Winfried Lampert widmete sich in seiner Forschung vor allem der Ökologie des Zooplanktons und entwickelte Modelle zu interspezifischen Wechselbeziehungen der Arten, speziell der Konkurrenz und von Räuber-Beute-Beziehungen. Er nutzte als Modellorganismus vor allem Wasserflöhe der Gattung Daphnia, an denen er die Populationsstruktur, die Evolution von Verteidigungsstrategien sowie die Phänotypische Plastizität (bsp. die Cyclomorphose) erforschte.
Für seine Arbeiten wurde Lampert unter anderem 1995 mit der Naumann-Thienemann-Medaille der Societas Internationalis Limnologiae und 2006 mit dem Ecology Institute Prize in Limnetic Ecology sowie der Winberg Medaille der Russischen Hydrobiologischen Gesellschaft ausgezeichnet. Im Jahr 2012 erhielt er für sein Lebenswerk den A.C. Redfield Lifetime Achievement Award der
Association for the Sciences of Limnology and Oceanography. Seit 2005 war er zudem auswärtiges Mitglied der Polnischen Akademie der Wissenschaften.

## Schriften
Neben zahlreichen Fachpublikationen veröffentlichte Winfried Lampert auch mehrere Buchpublikationen. Die folgende Liste stellt eine kleine Auswahl aus der Publikationsliste dar:
- Untersuchungen zur Systematik, Biologie und Populationsdynamik der Coregonen im Schluchsee. Freiburg i. B., 1970.
- Food limitation and the structure of zooplankton communities Schweizerbart, Stuttgart 1985.
- Winfried Lampert, Ulrich Sommer: Limnoecology: the ecology of lakes and streams. Oxford University Press 1997.
- Winfried Lampert, Ulrich Sommer: Limnoökologie. Thieme Verlag, Stuttgart 1993 (1. Auflage), 1999 (2. Auflage).
- Evolutionary ecology: natural selection in freshwater systems. In: A. Moya, E. Font (Hrsg.): Evolution: from molecules to ecosystems, Oxford University Press, Oxford 2004; S. 109–121.
- Vertical distribution of zooplankton: density dependence and evidence for an ideal free distribution with costs. BMC Biology 3 (10), 2005.
- Daphnia: model herbivore, predator and prey. Pol. J. Ecol. 54, 2006: S. 607–620.
- Natural selection is ecology in action. Schweizerbart, Stuttgart 2006.
- A. Liljendahl-Nurminen, J. Horppila, W. Lampert: Physiological and visual refuges in a metalimnion: an experimental study of effects of clay-turbidity and an oxygen minimum on fish predation. Freshwater Biology 53, 2008: S. 945–951.
- W. Lampert, U. Sommer: Limnoecology, 2nd Edition, Oxford University Press, Oxford 2007.